# レンタル
レンタル（英語：renting, rental）とは、代金と引き替えに商品を一定期間貸し出すことをいい、賃貸とも言われる。

## 概要
レンタルは、一般において「使用期間・回数に対して、購入費用が高すぎる」ような製品分野で主に使われているほか、業務分野では使用期間が限られ減価償却し難い機材などを企業向けに機材や事務機器などをレンタルする業態も見られる。なお企業向けレンタルの、特に契約企業に新品を所定期間貸し出す業態に関してはリースの項を参照。
大抵の場合は盗難や破損した場合の保険を使用者負担でかけており、店舗で直接引き渡される商品は運転免許証や健康保険証、学生証などの身分証明書のコピーが取られる。またインターネット経由で申し込み宅配で受け渡しが行われる場合は、身分証の提示を求めない代わりに信用証明が確実なクレジットカード (日本)での支払いしか認めないところがほとんどである。

## レンタル業

### 個人向けレンタル業
- 一度しか使わないもの、短期間・短時間しか利用しないものを低価格で貸し出すもの
  - レンタルビデオ - 映画等の映像作品ソフトウェア
  - レンタカー - 旅行・出張などで出先で着物の貸付で運転する人のために自動車（二輪車を含む）を貸し出すサービス
  - レンタサイクル - 出先で自転車を貸し出すサービス
  - 一時的にしか使わない衣装や道具 -　七五三､成人式や卒業式､結婚式、等の和服や振袖、ドレス｡貸衣装店に加え呉服屋がレンタルも行っていたりする｡
  - 家電や家具
  - 高価で専門的な機材
  - マッサージチェア
- 定額料金で定期的な交換を行うもの

### 企業向けレンタル業
事務機器や設備といったものを比較的長い一定期間貸し出すリース以外にも、一時的に企業に様々な機材などを貸し出すレンタル業も存在する。
例えば飲食店向けにはおしぼり（平均約25回ほど再使用される）がレンタルされており、企業がプレゼンテーションやイベントを行う際の機材、あるいは出張におけるレンタカーの利用など、様々な分野で一時的に貸し出された道具類が利用される。
広義には箱物などの形で方々に建設された貸しホールや多目的商業施設（→多目的ホール）も一種のレンタルであり、これら多目的ホールを渡り歩く無店舗業態の企業も存在する。
ことプレゼンテーションやイベント用の機材におけるレンタル業は多岐に渡り、映像機器や音響機器の専門業者には日本において日本映像機材レンタル協会（JVR）という業界団体があるほか、照明機器専門業者や什器類・舞台やブース設備などといったものに対応する業態も見られ、イベントプロモーターといった専門業者が施設の予約を含め、これらを取りまとめて手配することもある。
建設現場や不動産販売には、仮設の事務所が建設されて、有期的なオフィスが準備される。購入してしまうと経費処理や後始末にコストがかかることから、FF＆E（furniture 家具, fixtures　什器 and equipmenｔ 備品）をレンタルされることが多い。
中にはロボットの貸し出しもみられるが、これはそれらロボットのメーカーと企業が直接的に交渉する場合もある。日本国内ではASIMOやLAND WALKER、テムザックの警備用ロボット「T63 Artemis」などのレンタルやリースが行われている。
国内レンタル市場の5～6割は建設機械レンタルが占めている。

### 歴史
企業レベルでのレンタル業の嚆矢とされるのは、電話機を発明したグラハム・ベルが1887年に電話会社を設立しユーザーに有料で電話機を貸し出したのが企業レベルとしての最初であるといわれている。
しかしながら、日本においてはそれをさかのぼる事10年前の1877年（明治10年）に横浜元町の石川某が横浜の外人居留地の外人の乗っている自転車を見て中古自転車を譲り受け貸し自転車業を営なんで繁盛したといわれている。
さらに、江戸時代において足軽たちのあいだではふんどしは「貸しふんどし屋」から借りるのが普通であったという。

### 著作権物における貸し出し
こういった貸し借りにおいて日本では、映像ソフトや音楽ソフトの利用に際する著作使用料が問題となったことがある。これらソフトの製造においては、個人向けソフトの場合には貸し出しを前提とした著作使用料が徴収されていないためである。この問題はゲームソフトやパソコンソフトなどプログラム媒体でも問題とされた。
この問題に際して映像や音楽のソフトはレンタルビデオ・レンタルCDなどのレンタル業が貸し出しの都度、著作使用料を料金に含め、最終的に著作団体に集めることで1984年に決着したが、コンピュータソフトウェアでは当初著作物と認められていなかった関係で、初期の貸し出し業がその実として不正コピーを容認するような業態でもあった（→コピーソフトウェアの歴史）こともあり、ソフトウェア業界からの追求もあってこれら業態は衰退、コンピュータゲームのソフトウェアに関するレンタル業は過去に特定の家庭用ゲーム機に対して行われたが、レンタルビデオほどには定着していない。
その一方で欧米ではゲームレンタルという業態も見られる。なお、1990年代レーザーディスクの登場があったが著作権の問題があり、レンタルは禁止された。
なおネオジオというゲーム機は、当初よりレンタルを前提として市場に出たゲーム機であったが、後にマニア筋から販売を求める声がメーカーに寄せられ、元々がゲームセンター用ハードウェアを家庭向けに再構成したという高性能もあって、入れ替わりの激しい家庭用ゲーム機業界では異例とも言える14年間に及ぶ市場を形成していた。